# Каспари, Альвин Андреевич
Альвин Андреевич Каспари (1836, Берлин  — 31 декабря 1912 (13 января 1913), Петербург) — российский издатель и книготорговец. 

## Биография
Родился в 1836 году в Берлине.
Эмигрировал из Германии в Россию в 1857 году. Был управляющим типографией К. И. Вульфа. В 1870 году предпринял издание отрывного календаря, который назвал Петровским. Предприятие оказалось успешным и дало Каспари средства для продолжения самостоятельной издательской деятельности. Он выпускал, в основном, недорогую массовую литературу — календари, популярные издания, приключения, «женскую литературу» и др.
В 1886 году приобрёл журнал «Родина». Издавал журналы «Новь» (1906—1909, в 1910—1917 — «Всемирная новь»), «Весельчак», серии «Библиотека романов», «Дешевая библиотека русских классиков» (двухтомники), «Знание и польза», сочинения Джона Мильтона и И. В. Гёте с иллюстрациями Гюстава Доре. Известны также его издания: «Всемирная история Каспари». Т. 1-4, 1902—1904; «Всероссийский Словарь-толкователь» (составлен несколькими филологами и педагогами под ред. В. В. Жукова. По новейшим известным словарям: Даля, Толя, Макарова, Павловскаго, Гейзе, Брокгауза, Березина, Гильдебранда и мн. др. — 1-е изд. — СПб.: А. А. Каспари, 1893—1895.
Имел собственную крупную типографию и три книжных магазина. Основал школу печатного дела при Императорском Русском техническом обществе (1892).
Умер 31 декабря 1912 (13 января 1913) года.

## Семья
- первая жена — София Антоновна (урожд. Клемент) (1836—1890).
  - Сын Владимир, художник, сотрудничавший в семейных изданиях.
  - Сын Николай, почетный блюститель Гимназии Императорского Человеколюбивого общества, имевший чин Коллежского асессора; был редактором в отцовских журналах.
- вторая жена — Александра Аркадьевна (урожд. Деспар де Невиль) (1850—?), на нее был оформлен дом, где проживали Каспари, на Лиговке, 114, там же были редакции, типография, склад, книжный магазин).

После смерти Альвина Андреевича Николай возглавил редакторско-издательское дело, а вдова Александра Аркадьевна стала директором АО «Изд-во А.А.Каспари».